# Philaronia abjecta
Philaronia abjecta är en insektsart som först beskrevs av Philip Reese Uhler 1876.  Philaronia abjecta ingår i släktet Philaronia och familjen spottstritar. Inga underarter finns listade i Catalogue of Life.